# Phường 9, Vũng Tàu
Phường 9 là một phường thuộc thành phố Vũng Tàu, tỉnh Bà Rịa – Vũng Tàu, Việt Nam.

## Địa lý
Phường 9 nằm ở phía bắc thành phố Vũng Tàu, có vị trí địa lý:
- Phía đông giáp các phường Thắng Nhất và Nguyễn An Ninh
- Phía tây giáp phường Thắng Nhì
- Phía nam giáp Phường 7
- Phía bắc giáp phường Thắng Nhất.

Phường có diện tích 3,22 km², dân số năm 2003 là 12.315 người, mật độ dân số đạt 3.815 người/km².

## Lịch sử

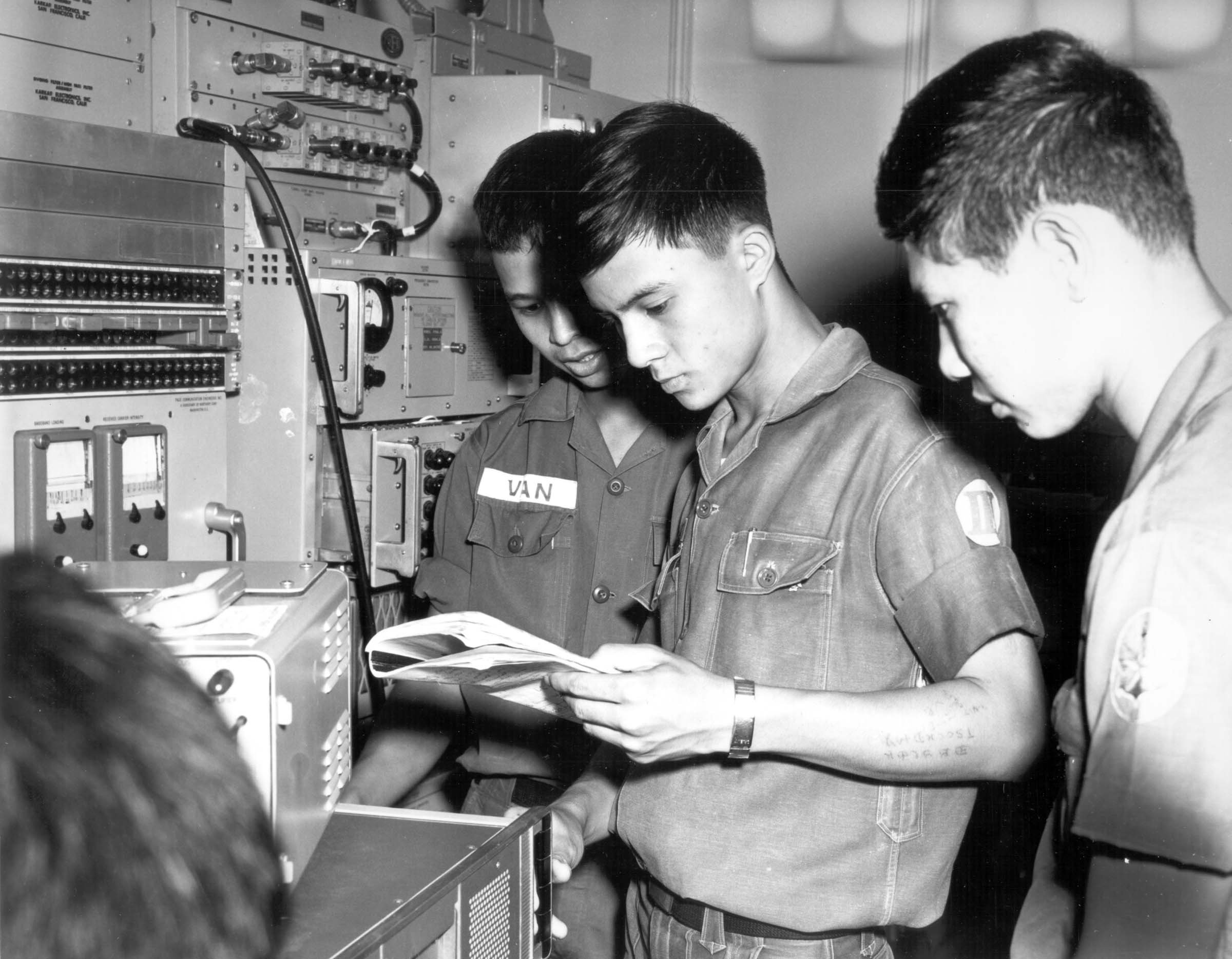
Học viên trường Truyền tin Vũng Tàu

Khu vực phường 9 ngày nay nằm trên địa phận làng Thắng Nhì, nguyên là một trong 3 làng thủy binh người Việt lập trên đất Vũng Tàu thời đầu thế kỷ 19. Tương truyền, dân thôn Thắng Nhì do Cai đội thủy quân Lê Văn Lộc chỉ huy, vì vậy về sau ông được thờ làm Thành hoàng của làng.
Sau khi chiếm được Nam Kỳ từ tay nhà Nguyễn, người Pháp đã xây dựng nhiều cơ sở quân sự phòng vệ lớn ở Vũng Tàu, trong đó các trận địa pháo và sân bay Vũng Tàu. Tại vị trí gần Ngã tư Giếng nước ngày nay, chính quyền thực dân đã xây dựng hệ thống cấp nước gồm giếng khoan và nhà máy lọc nước.
Thời kỳ chiến tranh, phường 9 nằm vị trí chiến lược ngay tuyến đường độc đạo Quốc lộ 15 và là cửa ngõ đi vào trung tâm thị xã Vũng Tàu.

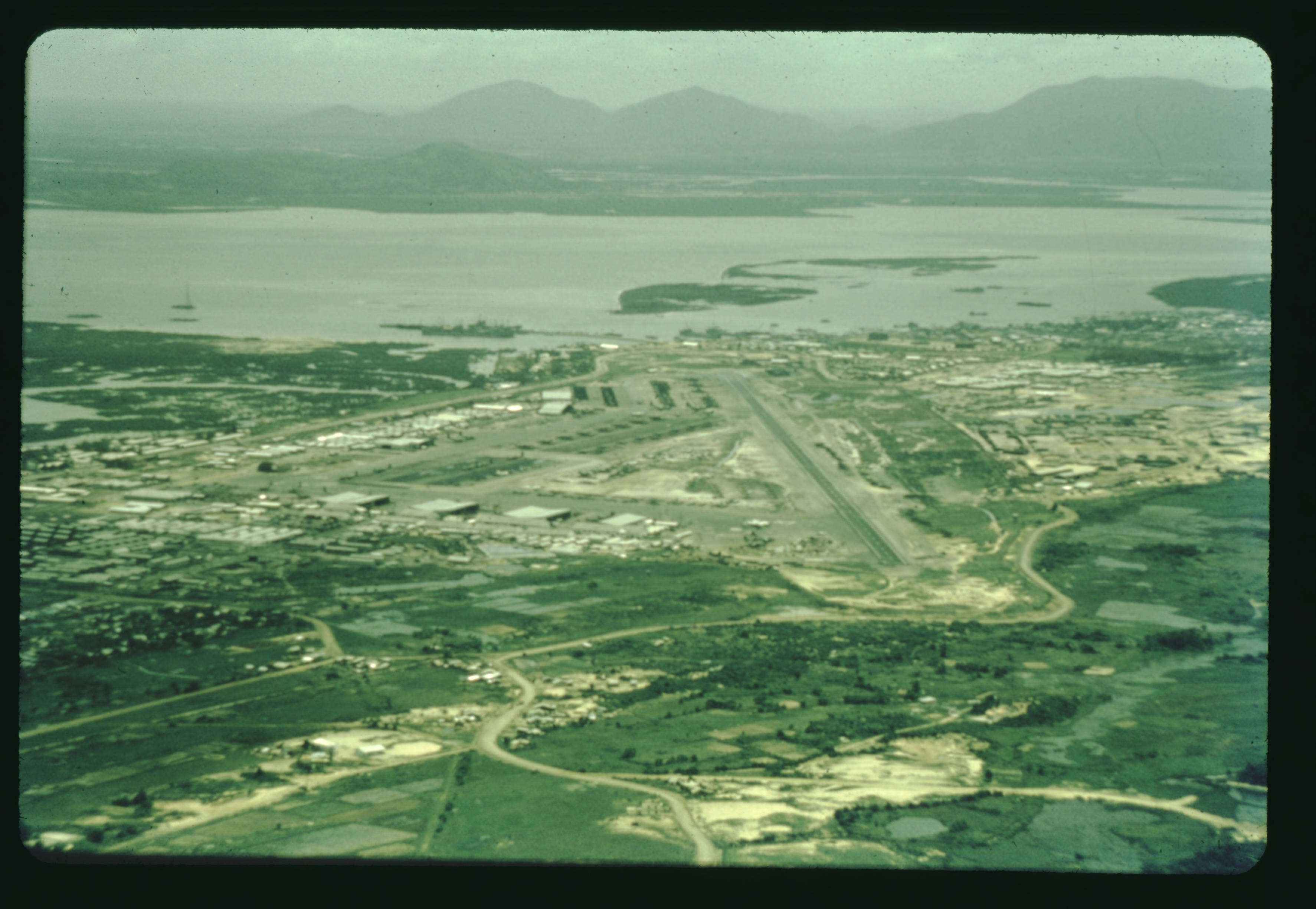
Phi trường Vũng Tàu thời chiến

Năm 1955, Quân lực VNCH mở Trung tâm Huấn luyện Thông tin ở Vũng Tàu để đào tạo chuyên viên truyền tin cho tất cả các binh chủng. Vị trí của trường đặt tại khu đất trống đối diện với sân bay Vũng Tàu, ở phía Tây đường 30 Tháng 4 ngày nay. Năm 1961, trung tâm này và Trường truyền tin thuộc Liên trường Võ khoa Thủ Đức sáp nhập, cải biến thành Trường Truyền tin.
Năm 1967, khối văn hóa Quân đội VNCH khởi công xây dựng một ngôi trường dân sự đào tạo bậc tiểu học. Sau đó, với sự hỗ trợ của quân đội các nước đồng minh, các bậc đệ nhất rồi đệ nhị (cấp 2 & 3) lần lượt ra đời trong giai đoạn 1968 - 1970, từ đó trường lấy tên là Trường trung học Văn hóa Quân đội hay Trần Nguyên Hãn.

### Thành lập
Sau ngày thống nhất đất nước, khu vực phường 9 ngày nay là một phần của phường Thắng Nhì, thị xã Vũng Tàu.
Phường 9 được thành lập vào ngày 14 tháng 5 năm 1986. Khi mới thành lập, phường trực thuộc đặc khu Vũng Tàu – Côn Đảo.
Ngày 12 tháng 8 năm 1991, đặc khu Vũng Tàu - Côn Đảo giải thể, Phường 9 trực thuộc thành phố Vũng Tàu, tỉnh Bà Rịa - Vũng Tàu.
Năm 1994, chính quyền thành phố thành lập trường THCS Nguyễn An Ninh trên cơ sở khối cấp 2 của trường Nguyễn Thái Học và Trương Công Định.
Từ năm 2000, khu vực trường truyền tin cũ kéo dài đến rạch Bến Đình được đầu tư thành khu dân cư Đại An. Ủy ban nhân dân phường và Chợ phường 9 cũng được dời về khu này.
Ngày 9 tháng 12 năm 2003, Chính phủ ban hành Nghị định 152/2003/NĐ-CP. Theo đó, thành lập phường Thắng Nhất trên cơ sở 440,04 ha diện tích tự nhiên và 20.745 người của Phường 9.
Sau khi điều chỉnh địa giới hành chính, Phường 9 còn lại 322,20 ha diện tích tự nhiên và 12.315 người.

## Chính trị
Hội đồng Nhân dân và Ủy ban Nhân dân phường là hai cơ quan quyền lực Nhà nước ở địa phương này. Trong đó, Hội đồng nhân dân hiện tại là hội đồng nhân dân khóa 2021-2026, được bầu tại kỳ bầu cử Quốc hội khóa XV. Đứng đầu hội đồng nhân dân là Chủ tịch Hội đồng nhân dân. Trước đó, từ năm 2008 đến 2016, phường này không có hội đồng nhân dân, do thực hiện thí điểm không tổ chức hội đồng nhân dân.
Ủy ban Nhân dân là cơ quan chấp hành của Hội đồng nhân dân. Đứng đầu cơ quan này là Chủ tịch ủy ban nhân dân.
Về mặt Đảng, Đảng ủy phường 9 là cơ quan lãnh đạo của Đảng Cộng sản Việt Nam tại địa phương.
Trụ sở Đảng ủy, Hội đồng nhân dân và Ủy ban nhân dân phường 9 đặt tại số 35D/1 Đường 30 Tháng 4, phường 9, Tp Vũng Tàu.

### Bầu cử
Ở cấp tỉnh, phường 9 thuộc đơn vị bầu cử số 2, gồm các phường 8, 9, 10, Thắng Nhì, Rạch Dừa và Nguyễn An Ninh, bầu ra 5 đại biểu cho Hội đồng nhân dân tỉnh Bà Rịa - Vũng Tàu.
Ở cấp thành phố, phường nằm trong đơn vị bầu cử số 4, cùng với phường Thắng Nhất, bầu ra 5 đại biểu cho Hội đồng nhân dân thành phố Vũng Tàu.

## Giáo dục

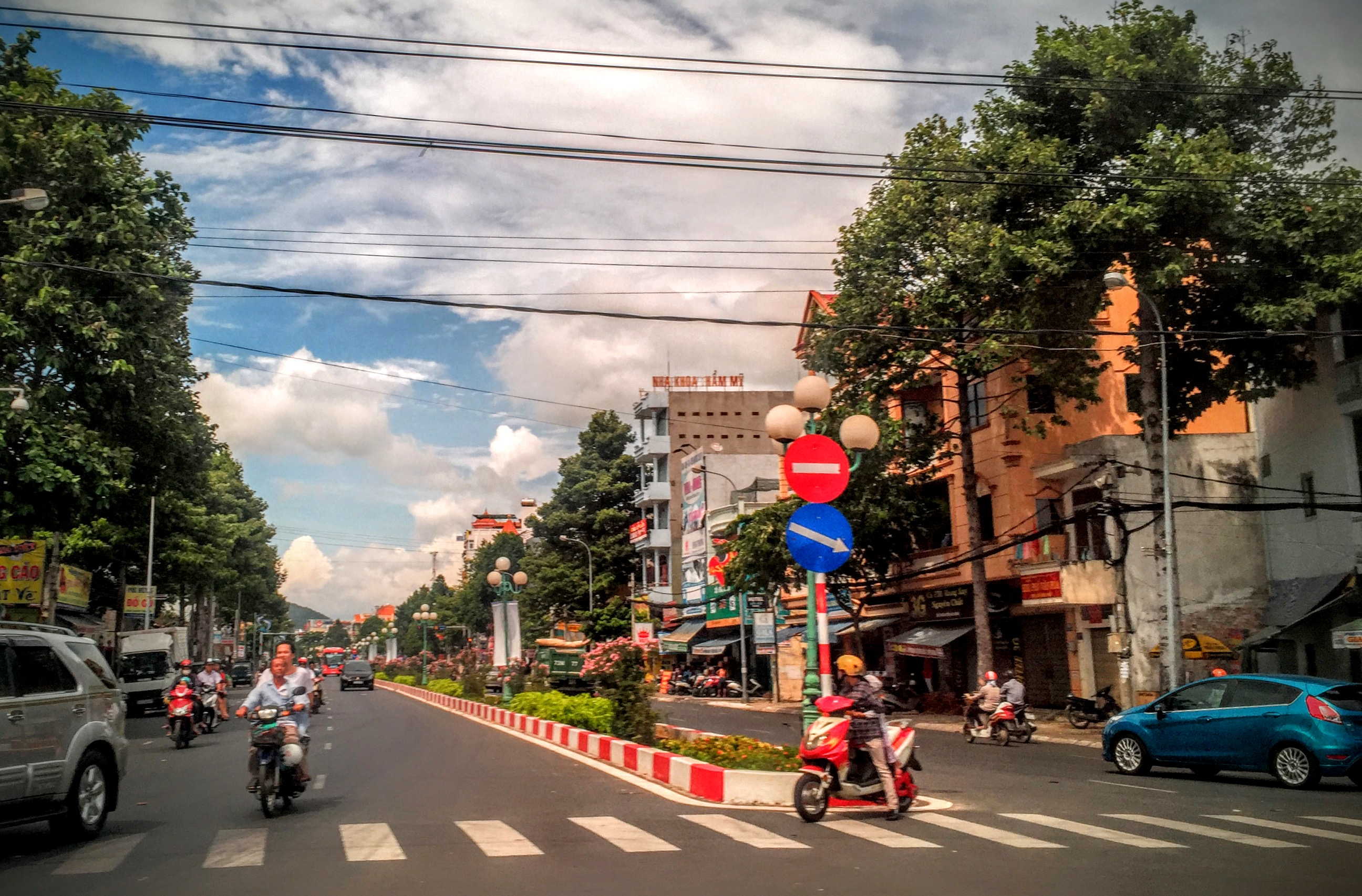
Đường Nguyễn An Ninh

Trong địa bàn phường 9 có ba trường tiểu học Trưng Vương, tiểu học Song Ngữ Vũng Tàu và Quang Trung.
Ở cấp trung học cơ sở, có trường THCS Nguyễn An Ninh và THCS Võ Trường Toản.
Trường THPT Trần Nguyên Hãn là trường THPT mới nhất
Ngoài ra trong địa bàn phường còn có Trường Quốc tế Singapore (SIS).

## Giao thông
- Bình Quới: là đoạn đầu của tuyến Quốc lộ 51 cũ, nguyên là con đường độc đạo nối Vũng Tàu với Bà Rịa. Đoạn chạy qua phường bắt đầu từ Ngã tư Giếng Nước đến Ngã ba đường Lê Quang Định.
- Nguyễn An Ninh: tuyến đường trục Đông Tây nối Thắng Nhì với Bãi Sau.

## Thương mại
- Chợ Phường 9 là chợ truyền thống duy nhất trong phường, tọa lạc trong khu dân cư Đại An.
- Tòa nhà Lapen Center, khai trương năm 2018, có nhiều tiện ích như trung tâm thương mại, rạp chiếu phim, khu vui chơi trẻ em, siêu thị, nhà hàng.

## Các công trình đáng chú ý
- Đồn nhà máy nước: nguyên là một tháp canh quân sự nhỏ do thực dân Pháp xây dựng tại cửa ngõ ra vào Tp Vũng Tàu. Hiện tại công trình đã được công nhận là di tích lịch sử cách mạng cấp quốc gia.[10]